# Pagurodactylini
Pagurodactylini es una tribu de coleópteros polífagos de la familia Melyridae.

## Géneros
- Capidactylus Constantin, 2001
- Championytes Constantin, 2001
- Dasytophasis Champion, 1923
- Endroedygitus Constantin, 2001
- Pagurodactylus Gorham, 1900